# Metapogon leechi
Metapogon leechi är en tvåvingeart som beskrevs av Wilcox 1964. Metapogon leechi ingår i släktet Metapogon och familjen rovflugor. Inga underarter finns listade i Catalogue of Life.